# The Band
The Band (укр. «Ансамбль») — канадсько-американський рок-гурт, активний у період 1960-1978 років та у 1983-1999. Гурт грав блюзову, фольк-рокову та кантрі-рок музику. Тривалий час гурт супроводжував виступи Боба Ділана, а з 1968 почав випуск власних альбомів.
У 1989 році гурт потрапив до канадської «Зали слави музики», а у 1994 до Зали слави рок-н-ролу. Дві пісні цього гурту — «The Night They Drove Old Dixie Down» та «The Weight» потрапили до списку 500 найкращих пісень усіх часів за версією журналу Rolling Stone. 2008 року гурт здобув премію Grammy Lifetime Achievement Award. Один із засновників гурту Рік Данко (Richard Clare «Rick» Danko) мав українське походження.

## Історія гурту
Гурт «The Band» був створений у 1968 році в Торонто (Онтаріо). Першими учасниками були Рік Данко, Гарт Гадсон, Річард Мануель, Роббі Робертсон та Левон Гелм. До створення власного гурту з 1959 по 1963 вони акомпанували виконавцю рокабілі Ронні Гокінсу. Їх гурт мав назву The Hawks (укр. Яструби) В 1964 році вони відокремились від Гокінса та випустили декілька синглів. Припинивши співпрацю з Гокінсом гурт недовго виступав під назвою Levon Helm Sextet.
У 1965 році вийшов їх синґл на лейблі «Ware Records» під назвою «The Canadian Squires».
Влітку 1965 Боб Ділан шукав резервний гурт для свого першого туру по США. Почувши виступ гурту, Ділан запропонував співпрацю Робертсону та Гелму. Після двох спільних концертів з Бобом Діланом, Робертсон та Гельм заявили про свою відданість гурту «The Hawks» та сказали, що співпрацюватимуть з Діланом тільки, якщо до них приєднаються інші учасники гурту. Боб Ділан пристав на їх умови. З ним The Hawks зіграли декілька концертів починаючи з вересня 1965 — по травень 1966. У співпраці з Діланом «The Hawks» також записали сингл «Can You Please Crawl Out Your Window». У жовтні 1967 року The Hawks завершили співпрацю з Діланом і розпочали писати власні пісні. В них все ще не було остаточної назви гурту.
Річард Мануель неодноразово заявляв, що вони хотіли назватись «Honkies» або «Crackers», але на ці назви їх лейблом було накладено вето. 1969 року Rolling Stone назвав їх «гуртом з Big Pink». Проте гурт зупинився на назві «The Band». Їхній перший альбом «Music from Big Pink» (1968) отримав схвальні відгуки. Він містив три композиції написані у співпраці з Діланом — «Tears of Rage», «This Wheel's on Fire», «I'll Be Released» та композицію «The Weight».
Перший живий виступ гурту відбувся в Університеті Стоні Брук (англ. Stony Brook University) навесні 1969 року. Того ж літа вони виступили на фестивалі в Вудстоці. Проте їх виступ не було включено до знаменитого фільму Вудстока через юридичні суперечності.
1969 року гурт виступав з Діланом на UK Isle of Wight Festival. Декілька пісень з цього виступу було включено до альбому Боба Ділана «Self Portrait». Того ж року вони здійснили поїздку до Лос-Анджелеса з метою запису свого наступного альбому The Band (1969). Гурт отримав схвальні відгуки від журналу «Rolling Stone».
12 січня 1970 року The Band з'явились на обгортці журналу Time. Наприкінці грудня 1971 The Band записали концертний альбом "Rock of Ages", який вийшов влітку 1972 року.
1973 року вони випустили "Moondog Matinee" альбом старих пісень, написаних не учасниками гурту. 28 липня 1973 року гурт взяв участь у легендарному концерті Summer Jam at Watkins Glen. Саме на цьому заході пішли чутки про можливий тур гурту з Бобом Діланом, що в той час переїхав в Малібу (Каліфорнія). 1974 року The Band зіграли 40 концертів в Північній Америці в рамках свого спільного турне з Діланом. Пізніше вийшов концертний альбом "Before the Flood".
В 1975 році гурт записав і випустив альбом Northern Lights — Southern Cross у своїй новій студії Shangri-La. Всі 8 пісень з альбому були написані Робертсоном.
1976 року Роббі Робертсон заявив, що втомився гастролювати. Після скасування концертів через важку травму шиї Річарда Мануеля під час катання на човні в Техасі, Робертсон закликав гурт припинити своє існування. Учасники гурту задумалися про прощальний концерт, знаний як «The Last Waltz» (укр. Останній вальс).
1977 року The Band випустили свій сьомий студійний альбом «Islands».Це був останній альбом з оригінальним складом гурту. Того ж року гурт співпрацював з кантрі-співачкою Emmylou Harris («Evangeline») та гуртом The Staple Singers («The Weight»).
1983 після перерви у своїй кар'єрі «The Band» вирішили продовжити виступати та записувати пісні хоча й без Роббі Робертсона. 4 березня 1986 року після виступу в Winter Park (Флорида) Річард Мануель покінчив життя самогубством у віці 42 років. Він багато років страждав від наркоманії та алкоголізму. Після його смерті у гурту з'явився новий учасник Стен Сцелест, який невдовзі також помер. Пізніше замість нього з гуртом виступав Річард Белл.
В жовтні 1992 «The Band» з'явились на концерті присвяченому 30-тій річниці діяльності Боба Ділана в Нью-Йорку, де вони виконали свою версію пісні «When I Paint My Masterpiece». 1993 гурт випустив свій восьмий студійний альбом «Jericho». The Band виступали разом з Ронні Гокінсом, Бобом Діланом та іншими музикантами на інавгураційній вечірці президента США Білла Клінтона.
1996 року The Band записали альбом «Not Fade Away». Вони також випустили ще два альбоми: «High on the Hog» (1996) та «Jubilation» (1998). Альбом «Jubilation» містив також записи виступів Еріка Клептона та Джона Гайятта, що приєднались до гурту як гості. 10 грудня 1999 року Рік Данко помер уві сні. Йому було 56 років. З його смертю The Band розпались назавжди.

## Учасники гурту

### 1968—1977
- Рік Данко — бас, вокал, контрабас, народна скрипка, тромбон
- Левон Гелм — барабани, вокал, мандоліна, гітара, перкусія
- Гарт Гадсон — орган, синтезатор, саксофон, акордеон, дерев'яні духові інструменти
- Річард Мануель — фортепіано, орган, вокал, наколінна слайд-гітара, барабани
- Роббі Робертсон — гітари, вокал, перкусія
- Джон Саймон — еуфонуім, фортепіано, теноровий саксофон, туба[13]

### 1983—1985
- Рік Данко — бас, гітари, вокал
- Левон Гелм — барабани, вокал
- Гарт Гадсон — синтезатор, саксофон, акордеон, дерев'яні духові інструменти, мідні духові інструменти
- Річард Мануель — фортепіано, орган, вокал
- Террі Кегл — барабани, бек-вокал
- Ерл Кейт — гітари[14]
- Ерні Кейт — синтезатор[14]
- Рон Ефф — бас

### 1985—1986
- Рік Данко — бас, вокал
- Левон Гелм — барабани, вокал
- Гарт Гадсон — синтезатор, саксофон, акордеон, дерев'яні духові інструменти, мідні духові інструменти
- Річард Мануель — фортепіано, вокал

### 1986—1989
- Рік Данко — бас, вокал
- Левон Гелм — барабани, вокал
- Гарт Гадсон — синтезатор, саксофон, акордеон, дерев'яні духові інструменти, мідні духові інструменти
- Джим Вейдер — гітари
- Бадді Кейдж — наколінна слайд-гітара
- Террі Кегл — барабани, бек-вокал
- Фред Картер-молодший — гітари
- Джек Кеседі — бас[15]
- Блонді Чаплін — гітари, барабани, бек-вокал[16]
- Йорма Кауконен — гітари[17]
- Сренді Фольмер — губна гармоніка

### 1990
- Рік Данко — бас, вокал
- Левон Гелм — барабани, вокал
- Гарт Гадсон — синтезатор, саксофон, акордеон, дерев'яні духові інструменти, мідні духові інструменти
- Джим Вейдер — гітари[18]
- Стен Сцелест — синтезатор

### 1990—1991
- Рік Данко — бас, вокал
- Левон Гелм — барабани, вокал
- Гарт Гадсон — синтезатор, саксофон, акордеон, дерев'яні духові інструменти, мідні духові інструменти
- Стен Сцелест — синтезатор
- Джим Вейдер — гітари
- Сренді Фольмер — губна гармоніка
- Ренді Чіарланте — барабани, перкусія, вокал[19]

### 1991
- Рік Данко — бас, вокал
- Левон Гелм — барабани, вокал
- Гарт Гадсон — синтезатор, саксофон, акордеон, дерев'яні духові інструменти, мідні духові інструменти
- Ренді Чіарланте — барабани, перкусія, вокал
- Джим Вейдер — гітари
- Біллі Престон[20] — синтезатор, бек-вокал

### 1992—1999
- Рік Данко — бас, вокал
- Левон Гелм — барабани, вокал
- Гарт Гадсон — синтезатор, саксофон, акордеон, дерев'яні духові інструменти, мідні духові інструменти
- Ренді Чіарланте — барабани, перкусія, вокал
- Джим Вейдер — гітари
- Річард Белл[21] — синтезатор
- Арон Л. Гурвіц — фортепіано, акордеон, орган

## Дискографія

### Студійні альбоми
| Рік  | Назва альбому                    |
| ---- | -------------------------------- |
| 1968 | Music from Big Pink              |
| 1969 | The Band                         |
| 1970 | Stage Fright                     |
| 1971 | Cahoots                          |
| 1973 | Moondog Matinee                  |
| 1975 | Northern Lights — Southern Cross |
| 1977 | Islands                          |
| 1993 | Jericho                          |
| 1996 | High on the Hog                  |
| 1998 | Jubilation                       |

### Співпраця зБобом Діланом
| Рік  | Назва альбому                                                                     |
| ---- | --------------------------------------------------------------------------------- |
| 1974 | Before the Flood                                                                  |
| 1974 | Planet Waves                                                                      |
| 1975 | The Basement Tapes                                                                |
| 1998 | The Bootleg Series Vol. 4: Bob Dylan Наживо 1966, The «Royal Albert Hall» Concert |

### Концертні альбоми
| Рік  | Назва альбому                                             |
| ---- | --------------------------------------------------------- |
| 1972 | Rock of Ages                                              |
| 1978 | The Last Waltz                                            |
| 1995 | Live at Watkins Glen                                      |
| 2002 | The Last Waltz (Box set)                                  |
| 2010 | Live in Tokyo 1983 (з the Cate Brothers Band)             |
| 2013 | Live at the Academy of Music 1971                         |
| 2014 | Carter Barron Amphitheater Washington DC, July 17th, 1976 |
| 2015 | Palladium Circles: The Classic NYC Broadcast 1976         |
| 2015 | And Then There Were Four: FM Broadcast, Chicago 1983      |

### Сингли
| Рік  | Назва синглу                                                     |
| ---- | ---------------------------------------------------------------- |
| 1965 | Uh-Uh-Uh                                                         |
| 1965 | Leave Me Alone                                                   |
| 1965 | The Stones I Throw                                               |
| 1965 | He Don't Love You (and He'll Break Your Heart)                   |
| 1968 | Go Go Liza Jane                                                  |
| 1968 | He Don't Love You (and He'll Break Your Heart)                   |
| 1968 | The Weight                                                       |
| 1968 | I Shall Be Released                                              |
| 1969 | Up on Cripple Creek                                              |
| 1969 | The Night They Drove Old Dixie Down"                             |
| 1970 | Rag Mama Rag                                                     |
| 1970 | The Unfaithful Servant                                           |
| 1970 | Time to Kill                                                     |
| 1971 | Strawberry Wine (France)                                         |
| 1971 | The Shape I'm In                                                 |
| 1971 | Life Is a Carnival                                               |
| 1971 | The Moon Struck One                                              |
| 1972 | Don't Do It                                                      |
| 1972 | (I Don't Want to) Hang up my Rock'n Roll Shoes                   |
| 1973 | Rag Mama Rag                                                     |
| 1973 | Caledonia Mission                                                |
| 1973 | Ain't Got No Home                                                |
| 1973 | The Great Pretender                                              |
| 1973 | Third Man Theme                                                  |
| 1974 | On a Night Like This (з Бобом Діланом)                           |
| 1974 | Something There Is About You (з Бобом Діланом)                   |
| 1974 | Most Likely You Go Your Way (And I'll Go Mine) (з Бобом Діланом) |
| 1975 | Twilight" (US)/"The Weight (UK)                                  |
| 1976 | Ring Your Bell (UK)                                              |
| 1976 | Ophelia                                                          |
| 1976 | Georgia On My Mind                                               |
| 1977 | Right as Rain                                                    |
| 1978 | Theme from the Last Waltz                                        |
| 1978 | Out of the Blue (US/Canada)                                      |
| 1984 | Rag Mama Rag (UK)                                                |
| 1993 | Remedy                                                           |
| 1993 | Atlantic City                                                    |
| 1994 | Remedy (live)/Blind Willie McTell (live)                         |
| 1996 | Stand Up                                                         |
| 1996 | Free Your Mind                                                   |